# OR
A porta lógica OR (OU), também é chamada de disjunção lógica, é uma operação lógica entre dois ou mais operandos que resulta em um valor lógico falso se, e somente se, todos os operandos tiverem um valor falso.

## Definição
A operação ou é representada pelo simbolo matemático '+'. A função só retorna valor lógico FALSO(0) se, e somente se, todas as entradas tiverem o valor lógico FALSO. Equivale à uma soma em que o valor máximo que poderá ser atingido é 1. Assim, tendo-se a expressão S= A + B (lê-se "s é igual a A ou B") e sabendo que a entrada A está um bit em nível lógico alto(A -> 1) e a entrada B um bit em nível lógico baixo(B -> 0), a saída S será um bit em nível lógico alto pois 1 + 0 = 1 e a função só retornará valores falsos quando todas as entradas forem falsas.

### Tabela de Verdade
A tabela de verdade para A OR B é a seguinte:
| A | B | {\displaystyle A+B} |
| - | - | ------------------- |
| F | F | F                   |
| F | V | V                   |
| V | F | V                   |
| V | V | V                   |

## 'OR' na linguagem natural
Note que na língua do dia-a-dia, o uso da palavra "OU" pode às vezes significar "qualquer um, mas não ambos". Por exemplo:
- "Você gosta do chá ou do café?"

Quando usado formalmente, "OU" permite que ambas as partes da indicação (suas disjunções) sejam verdadeiras.
A indicação  "A ou B" é escrita na maiora das vezes como:A + B
Tal expressão é falsa se A e B forem falsos.  Em todos casos restantes é verdadeiro.

## Propriedades
Esta seção usa os seguintes símbolos:
{\displaystyle {\begin{matrix}0&=&{\mbox{falso}}\\1&=&{\mbox{verdadeiro}}\\\lnot A&=&{\mbox{not}}\ A\\A+B&=&A\ {\mbox{or}}\ B\\\end{matrix}}}
As seguintes equações seguem dos axiomas lógicos:
{\displaystyle {\begin{matrix}A+0&=&A\\A+1&=&1\\A+A&=&A\\A+\lnot A&=&1\\\\A+B&=&B+A\\A+(B+C)&=&(A+B)+C\\\end{matrix}}}

### Associatividade e Comutatividade
A função "OU(OR)", tira proveito das propriedades da associatividade e comutatividade. Veja o exemplo:
{\displaystyle {\begin{matrix}A+B&=&B+A\\\\(A+B)+C&=&A+(B+C)&=&A+B+C\end{matrix}}}

## Descrição do Hardware
As portas OR são portas lógicas básicas que são reconhecidas na TTL e circuitos integrados CMOS.
|  | 1. Entrada A1 2. Entrada B1 3. Saída Q1 4. Saída Q2 5. Entrada B2 6. Entrada A2 7. Vss 8. Entrada A3 9. Entrada B3 10. Saída Q3 11. Saída Q4 12. Entrada B4 13. Entrada A4 14. Vdd |